# ベガス (1978年のテレビドラマ)
『ベガス』（英語原題：VEGA$）は、1978年から1981年まで、アメリカABC系で3シーズン68話が放送された、アーロン・スペリング・プロダクション制作のアクションテレビドラマ。日本では1979年から日本テレビが放映し、第2シーズンは『ベガスII 私立探偵ダン・タナー』とタイトルを変更して、1981年まで放送された（第3シーズン分は未放映）。

## あらすじ
ラスベガスを舞台に、私立探偵ダン・タナーが、依頼された難事件を解決してゆく。事務所兼住居は改装した倉庫、愛車は1957年型の真っ赤なフォード・サンダーバード・カブリオレ。元ショーガールのビートリス（夫と死別、子持ち）とアンジー、元こそ泥のビンザーらを助手とし、ラスベガス警察のネルソン警部とも協力しながら、活躍する。

## 概要
主演は、テレビドラマ『特別狙撃隊S.W.A.T.』『私立探偵スペンサー』などで知られるロバート・ユーリック。映画界の大スター、トニー・カーティスが、タナーに協力するカジノ・ホテルのオーナー（フィリップ・ロス）役でレギュラー出演したことも話題を呼んだ。日本語版では、カーティスの声を広川太一郎が担当し、『ダンディ2 華麗な冒険』同様のアドリブを利かせた吹き替えを行った。なお、フィリップ・ロスの経営するホテルは、当時ラスベガスに実在した「デザート・イン」である。
タナーは、『地上最強の美女たち！ チャーリーズ･エンジェル』のスペシャル版『エンジェル・イン・ベガス』にも登場する。これは両番組の製作総指揮がアーロン・スペリングで、同時期に放送されていたことからクロスオーバーが行われたものである。日本でも、『ベガス』と『チャーリーズ・エンジェル』は、同放送系列・同時間枠で、約半年置きに交互に放送されていたため、視聴者にもなじみのある共演となった。

## 登場人物
ダン・タナー
演：ロバート・ユーリック、吹替：潮哲也 / 南条弘二
ビートリス・トラビス
演：フィリス・デービス、吹替：弥永和子
ビンザー
演：バート・ブラバーマン、吹替：中尾隆聖
アンジー・ターナー
演：ジュディ・ランダース、吹替：杉原未樹（第1シーズンのみ）
ベラ・アーチャー巡査部長
演：ナオミ・スティーブンス、吹替：麻生美代子（第1シーズンのみ）
デビッド・ネルソン警部
演：グレッグ・モリス、吹替：田中信夫
フィリップ・ロス
演：トニー・カーティス、吹替：広川太一郎
ハーロン・ビッグホース
演：ウィル・サンプソン、吹替：峰恵研

## スタッフ
- 製作総指揮 ： アーロン･スペリング、ダグラス・S・クレイマー
- 企画：マイケル・マン
- 音楽：ドミニク・フロンティア
- 放映局：ABC

## 主題歌
第2シリーズ
- 「二つに一つ」（歌：南条弘二）
  - 作詞：なかにし礼／作曲・編曲：馬飼野康二